# Саак I Багратуні
Саак I Багратуні (вірм. Սահակ Ա Բագրատունի; д/н —388) — державний і військовий діяч царства Велика Вірменія.

## Життєпис
Походив з вірменського шляхетського роду Багратуні. Син Смбата II, нахарара Спера. Успадкував від батька посади аспета (очільника кінноти) та тагадіра (коронопокладача). Набув значного впливу на царя Аршака III, який 385 року одружився з донькою Багратуні.
387 року після поділу Великої Вірменії між Римської імперією і Персією Саак Багратуні разом з першим перебрався до римської частини Вірменії. Тут опинився на службі імператора Аркадія. Невдовзі Аршак III звинуватив Саака I в розкраданні царської скарбниці. У відповідь той повстав й перейшов на службу до царя Хосрова IV, васала Персії. Той призначив того аспетом.
В подальшому вів війну проти Самвела Маміконяна, якого відрядив Аршак III. Після перших поразок зрештою зумів завдати суперникові рішучої поразки. Але спроби відвоювати римську частину Вірменії були марними. Помер Саак Багратуні в 388 році.

## Родина
- Смбат (поч. V ст.)
- донька, дружина Валаршака, царя Великої Вірменії